# Najas grossareolata
Najas grossareolata är en dybladsväxtart som beskrevs av L.Triest. Najas grossareolata ingår i släktet najasar, och familjen dybladsväxter.
Artens utbredningsområde är Sri Lanka. Inga underarter finns listade.